# Sumas
Sumas és una població dels Estats Units a l'estat de Washington. Segons el cens del 2000 tenia 960 habitants.

## Demografia
Segons el cens del 2000, Sumas tenia 960 habitants, 346 habitatges, i 235 famílies. La densitat de població era de 264,8 habitants per km².
Dels 346 habitatges en un 39,9% hi vivien nens de menys de 18 anys, en un 51,2% hi vivien parelles casades, en un 11,3% dones solteres, i en un 31,8% no eren unitats familiars. En el 26,6% dels habitatges hi vivien persones soles el 9,2% de les quals corresponia a persones de 65 anys o més que vivien soles. El nombre mitjà de persones vivint en cada habitatge era de 2,77 i el nombre mitjà de persones que vivien en cada família era de 3,42.
Per edats la població es repartia de la següent manera: un 35% tenia menys de 18 anys, un 8,2% entre 18 i 24, un 29% entre 25 i 44, un 17,6% de 45 a 60 i un 10,2% 65 anys o més.
L'edat mediana era de 31 anys. Per cada 100 dones de 18 o més anys hi havia 100 homes.
La renda mediana per habitatge era de 29.297 $ i la renda mediana per família de 36.250 $. Els homes tenien una renda mediana de 30.227 $ mentre que les dones 20.268 $. La renda per capita de la població era de 13.497 $. Aproximadament el 13,9% de les famílies i el 18% de la població estaven per davall del llindar de pobresa.

## Poblacions més properes
El següent diagrama mostra les poblacions més properes.